# Afrixalus stuhlmanni
Afrixalus stuhlmanni là một loài ếch trong họ Hyperoliidae. Nó là loài đặc hữu của Tanzania.
Các môi trường sống tự nhiên của chúng là xavan ẩm, vùng đất ẩm có cây bụi nhiệt đới hoặc cận nhiệt đới, đất ngập nước với cây bụi là chủ yếu, đầm nước, đầm nước ngọt, đất canh tác, vườn nông thôn, các vùng đô thị, các khu rừng trước đây bị suy thoái nặng nề, ao, đất có tưới tiêu, đất nông nghiệp có lụt theo mùa, và kênh đào và mương rãnh.

## Hình ảnh

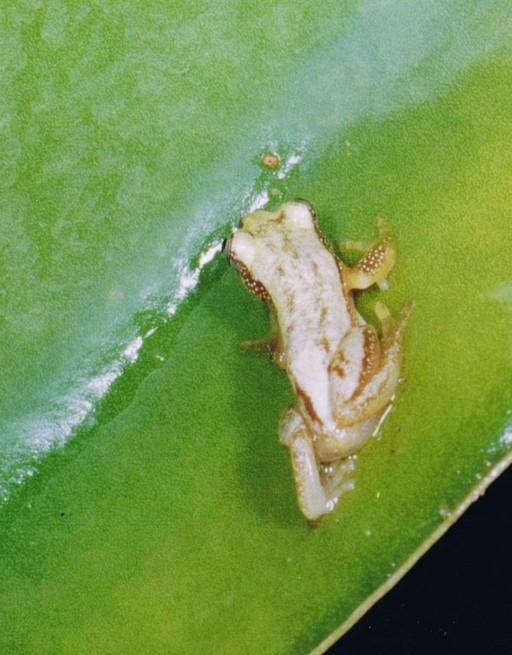